# فولادمحله
فولادمحله یا پولادمحله یکی از روستاهای طبری زبان واقع در دهستان پشتکوه، شهرستان مهدیشهر و استان سمنان است. فولادمحله در ۵۰ کیلومتری شمال شرقی شهر مهدی‌شهر، ۷۵ کیلومتری شمال خاوری سمنان، ۷۰ کیلومتری دامغان، ۴۰ کیلومتری کیاسر و ۱۰۵ کیلومتری ساری قرار دارد. فولاد محله مرکز دهستان پشتکوه است.
بر پایه سرشماری در سال ۱۳۹۵ جمعیت فولادمحله ۲٬۵۱۸ نفر (۸۵۲خانوار) و در سال ۱۳۹۰ ۳٬۹۱۰ نفر (۱۰۵۰ خانوار) و در سال ۱۳۷۵ ۱٬۸۱۵ نفر (۴۱۴ خانوار) بوده‌است. این روستا دارای ساختمان دهیاری، ساختمان شورای اسلامی، پاسگاه انتظامی، پایگاه‌های مقاومت بسیج، پایگاه هلال احمر و اورژانس، ایستگاه اقلیم‌شناسی، سالن چندمنظوره ورزشی و زمین چمن طبیعی، خانه کشتی، خانه عالم، مرکز بهداشتی‌درمانی و خانه بهداشت، مرکزمخابرات، ساختمان ترویج کشاورزی، پست بانک، شرکت‌های تعاونی و… است.
فولادمحله تا قبل از سال ۱۳۶۲ جزو استان مازندران و در بخش دودانگه و چهاردانگه بوده‌است. زبان مردم فولاد محله زبان طبری است.
بر پایهٔ تقسیمات جدید، دو دهستان از دهستان های بخش دودانگه (یعنی نرم‌آب دو سر و پشتکوه)  جدا و به ترتیب به چهاردانگه و مهدیشهر پیوستند.

## خاستگاه نامگذاری
- روایت حسین بنافتی در «شجرة الامجا فی تاریخ میر عماد» ص ۲۴:

«بعد از تخریب روستای بولا به مکان فعلی آمدند و روستایی بنا کردند که به آن بولا محله می‌گفتند بعد به تحریف و تعبیر به فولاد محله معروف گردید.»

## کتاب های تالیف شده
- کتاب فولادمحله نگین طبرستان، نویسنده سیدرضی موسوی فولادی ، انتشاران حبله رود ، سال 1399 . با سه موضوع جغرافیا، تاریخ و فرهنگ مردم فولادمحله به چاپ رسیده است.
- کتاب فرهنگ واژگان تبری پولا ، نویسنده سیدرضی موسوی فولادی ، انتشارات حبله رود ، سال 1400 به چاپ رسیده است این کتاب دارای رسم الخط مازندرانی بوده و بیست و دو هزار واژه اصیل تبری مردم فولادمحله در آن به نگارش در آمده است.
- کتاب بازی های بومی محلی فولادمحله ، نویسنده سید رضی موسوی فولادی ، انتشارات حبله رود ، سال 1400 به چاپ رسیده است در این کتاب به معرفی 73 بازی بومی محلی فولادمحله پرداخته شد.
- کتاب دیم به دریا ( کوچ نشینی کشاورزان کوچنده فولادمحله و هزارجریب به کرانه دریای خزر ) ، نویسنده سیدرضی موسوی فولادی ، انتشارات حبله رود ، سال 1401 ، به چاپ رسیده است . این کتاب اولین کتابی است که به موضوع جغرافیای انسانی کشاورزان کوچنده در شمال کشور و شرح حال کوچ پاییزه و بهاره کشاورزان کوچنده فولادمحله می پردازد.
- کتاب سروقامتان دیار فولادمحله اثری از سیدرضی موسوی فولادی که درباره شرح مبارزات، رشادت ها و زندگینامه شهدای فولادمحله در جنگ ایران و عراق است، در آذرماه 1402 از آن رونمایی شد.

## فولادمحله در کتاب‌ها
- دهی است از بخش دودانگه شهرستان ساری ۱۳۰۰ نفر سکنه دارد. آب آن هفت رشته قنات و چشمه‌ها و محصول عمده‌اش غله و لبنیات است. زنان شال گلیم و کرباس می‌بافند. (از فرهنگ جغرافیایی ایران پوشینهٔ سوم)
- هزارجریب بلوکی است بسیار معتبر هم دهات قشلاقی و هم دهات ییلاقی دارد. از طرف ساری که بخواهند آنجا روند کوه‌های بلند و راه‌های سخت دارد. دهات و خاکش منصل به دهات سمنان و دامغان می‌شود. فولاد محله یکی از دهات معتبر آنجاست .(افضل الملک، رکن الاسفار، ص ۱۴۴)
- فولاد محله نام یکی از روستاهای دودانگه (رابینو- سفرنامهٔ مازندران و استرآباد – ص ۱۸۷)
- در کتاب سازمان جغرافیایی ارتش فرهنگ جغرافیایی استان دوم[۱۲] سال ۱۳۲۹ آمده‌است: «فولادمحله از هزارجریب و قریه معتبر است که با پانصد خانوار و مرکز تابستانی حکام هزارجریب می‌باشد»
- شاهراه تاریخی پیش از اسلام راه ری، سمنان، شهمیرزاد، فولاد محله بود که راه تپورستان در نزدیکی فولاد محله جدا شده و با گذشتن از روستای باستانی پرور، کلیم، کاورد به دو شعبه تقسیم می‌شد. (اسدالله عمادی، بازخوانی تاریخ مازندران ص ۲۵)
- کریم خان زند در تعقیب خان قاجار تا تهران آمد و از آنجا شیخ علی خان را با چهل هزار سپاه از طایفهٔ افغان، ازبک و الوار را روانهٔ مازندران کرد. سپاه زند به فیروزکوه رسید و در فکر تصرف ساری بود. خان قاجار که دامغان را در محاصره داشت، از تصرف آن چشم‌پوشی و از راه «فولاد محله هزارجریب» به ساری رفت. (روضةالصفا پوشینهٔ ۹ ص ۷۵)

## ورزش
بیسبال رشته ورزشی رایج و محبوب در این روستا است. آنچنان که تقریباً تمامی اعضا و کادر فنی باشگاه «دهیاری» از اهالی روستای فولادمحله هستند. این باشگاه در لیگ بیس‌بال باشگاه‌های کشور حضور دارد و بازی‌های خانگی این تیم در زمین بیسبال فولادمحله برگزار می‌شود. فولادمحله در تمامی رده‌های سنی این رشته ورزشی دارای تیم است.
در سال ۱۳۸۸ این منطقه دارای ۴ بازیکن ملی پوش بیسبال بوده‌است.

## سیاستمداران
- مهدی احمدی فولادی که از اهالی این روستا به‌شمار می‌آمد، مدیرکل آموزش و پرورش استان مازندران در دوره اصلاحات بود.

## شهرخواهرخوانده
- مجن